# Krystian Michallik
Krystian Jan Michallik (ur. 13 maja 1944 w Chorzowie) – polski piłkarz, obrońca.

## Życiorys
Był pierwszoligowym piłkarzem Gwardii Warszawa. W reprezentacji Polski debiutował w rozegranym 3 grudnia 1966 spotkaniu z Izraelem, drugi i ostatni raz zagrał w 1968 roku. W 1976 zaliczył kilka występów w amerykańskiej lidze NASL, w barwach Hartford Bicentennials.
Jest ojcem Janusza Michallika, także piłkarza, reprezentanta Stanów Zjednoczonych.